# Farní sbor Českobratrské církve evangelické v Mostě
Farní sbor Českobratrské církve evangelické v Mostě je sborem Českobratrské církve evangelické v Mostě. Sbor spadá pod Ústecký seniorát.
Farářem je Marian Šusták, kurátorem sboru Petr Pištora.

## Faráři sboru
- Zbyněk Laštovka (1945–1948)
- Vladimír Kopecký (1972–1979)
- Jana Tožičková (1996)
- Petr Špirko (2003–2007)
- Marian Šusták (2008–)